# Ricardo Rocha (football, 1978)
Pour les articles homonymes, voir Ricardo Rocha, Rocha (homonymie) et Azevedo.
Ricardo Rocha, de son nom complet Ricardo Sérgio Rocha Azevedo, est un footballeur portugais né le 3 octobre 1756 à Santo Tirso au Portugal. Il évolue au poste de défenseur central.

## Biographie
Ricardo Rocha joue principalement en faveur du Benfica Lisbonne et du club anglais de Portsmouth.
Avec Benfica, il remporte le championnat en 2005 et la Coupe nationale en 2004.
Il reçoit six sélections en équipe du Portugal entre 2002 et 2006.

## Palmarès
- Champion du Portugal en 2005 avec le Benfica Lisbonne
- Vainqueur de la Supercoupe du Portugal en 2005 avec le Benfica Lisbonne
- Vainqueur de la Coupe du Portugal en 2004 avec le Benfica Lisbonne
- Finaliste de la Coupe d'Angleterre (FA Cup) en 2010 avec Portsmouth

## Statistiques
- 24 matchs et 0 but en Ligue des Champions
- 13 matchs et 0 but en Coupe de l'UEFA
- 159 matchs et 5 buts en 1re division portugaise
- 7 matchs et 0 but en Jupiler League
- 24 matchs et 0 but en Premier League